# Synagogue de Trenčín
La synagogue de Trenčín (en slovaque : Synagóga v Trenčíne) est un édifice religieux situé en Slovaquie dans la ville de Trenčín.

## Histoire
Le bâtiment de la synagogue a été construit selon les plans de Richard Scheibner, né le 19 mars 1880 à Piešťany, qui a vécu et travaillé à Berlin et est décédé le 13 octobre 1945 à Berlin-Charlottenbourg. La synagogue fut inaugurée solennellement en septembre 1913. 
Le bâtiment est situé sur le site d'une précédente synagogue en bois qui datait de 1781.
La communauté juive de la ville comptait 2 000 membres. En 1941, la synagogue est endommagée par des nazis et leurs collaborateurs slovaques de la Garde Hlinka.
Une première rénovation est faite après-guerre, le lieu est propriété de l'État et est utilisé comme entrepôt. L'ancien bureau sert de salle de prière. Une rénovation importante est faite dans la fin des années 1970.
Le bâtiment est protégé, classé comme un monument national slovaque.
La synagogue est maintenant utilisée pour des événements culturels, comme une salle d'exposition et pour des concerts car appréciée pour ses caractéristiques acoustiques.

## Galerie

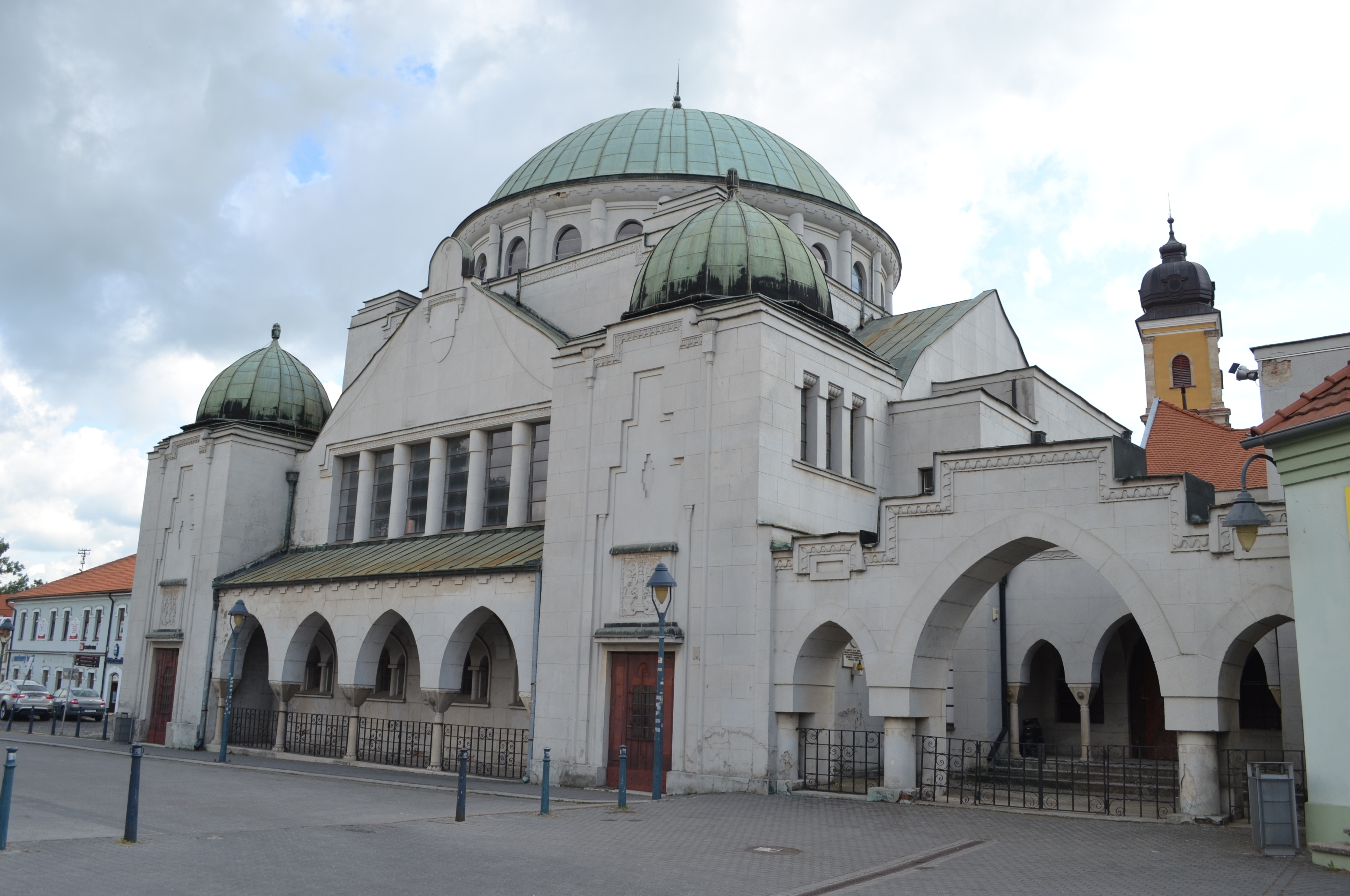
Extérieur de l'édifice.
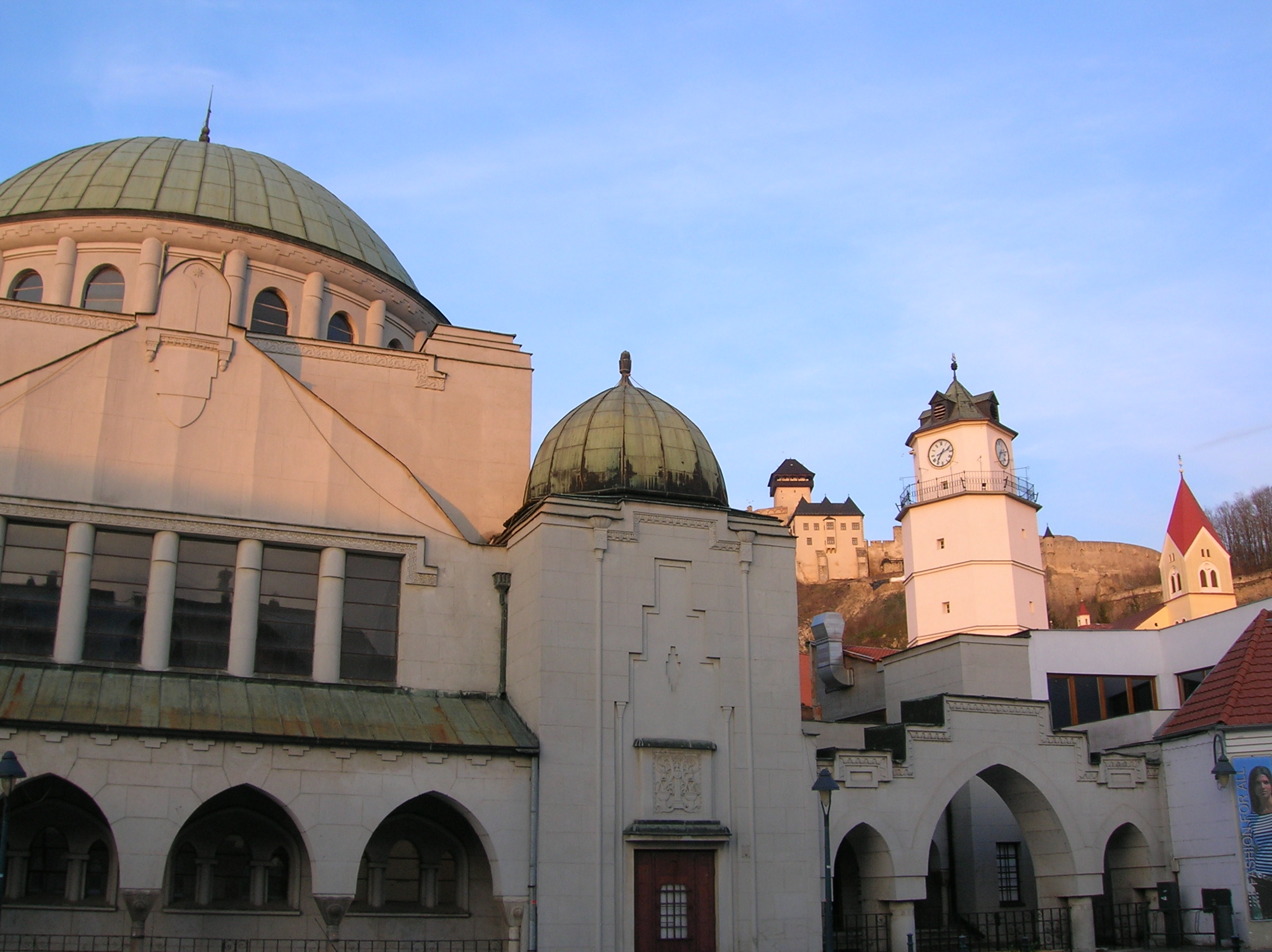
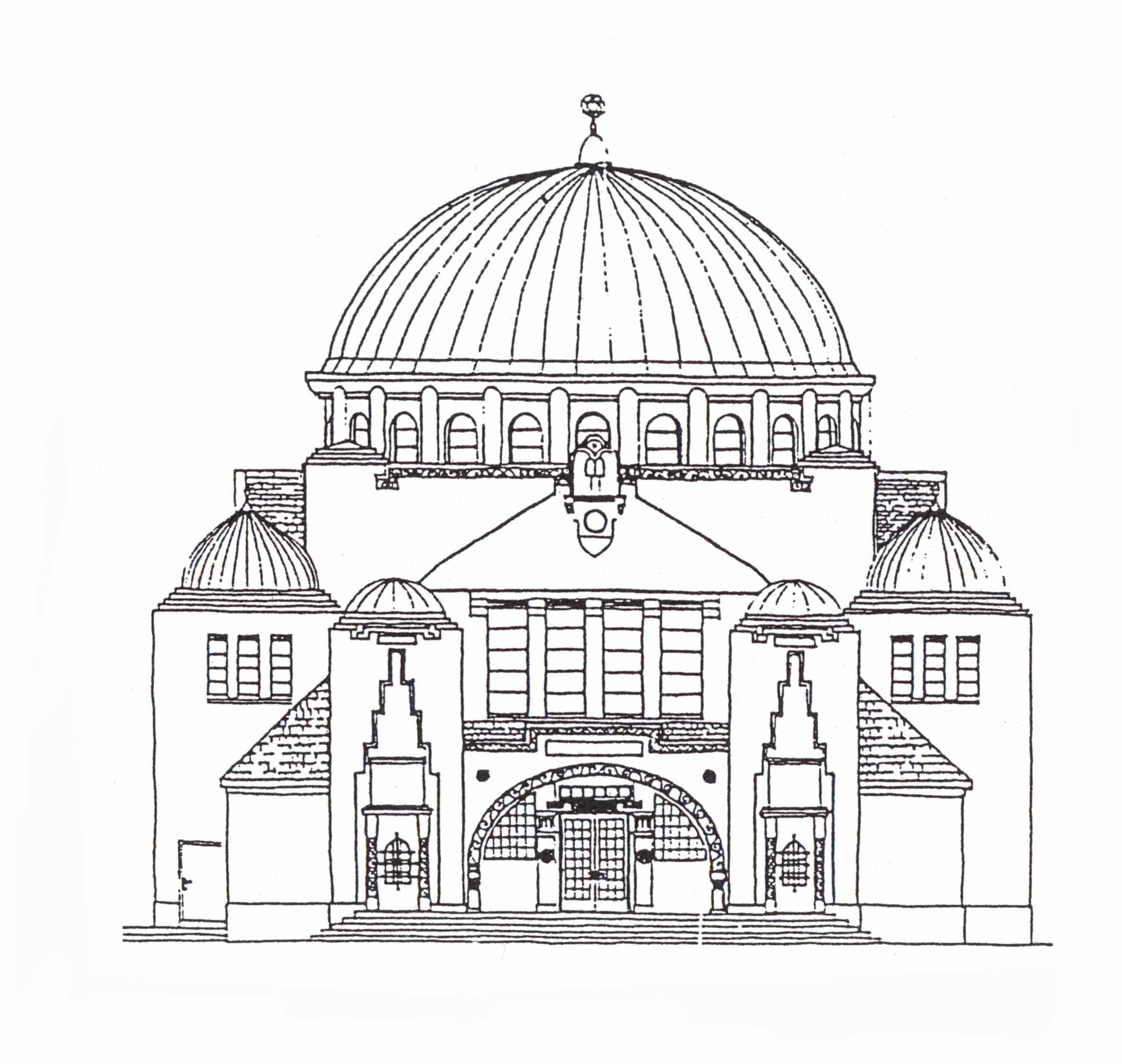
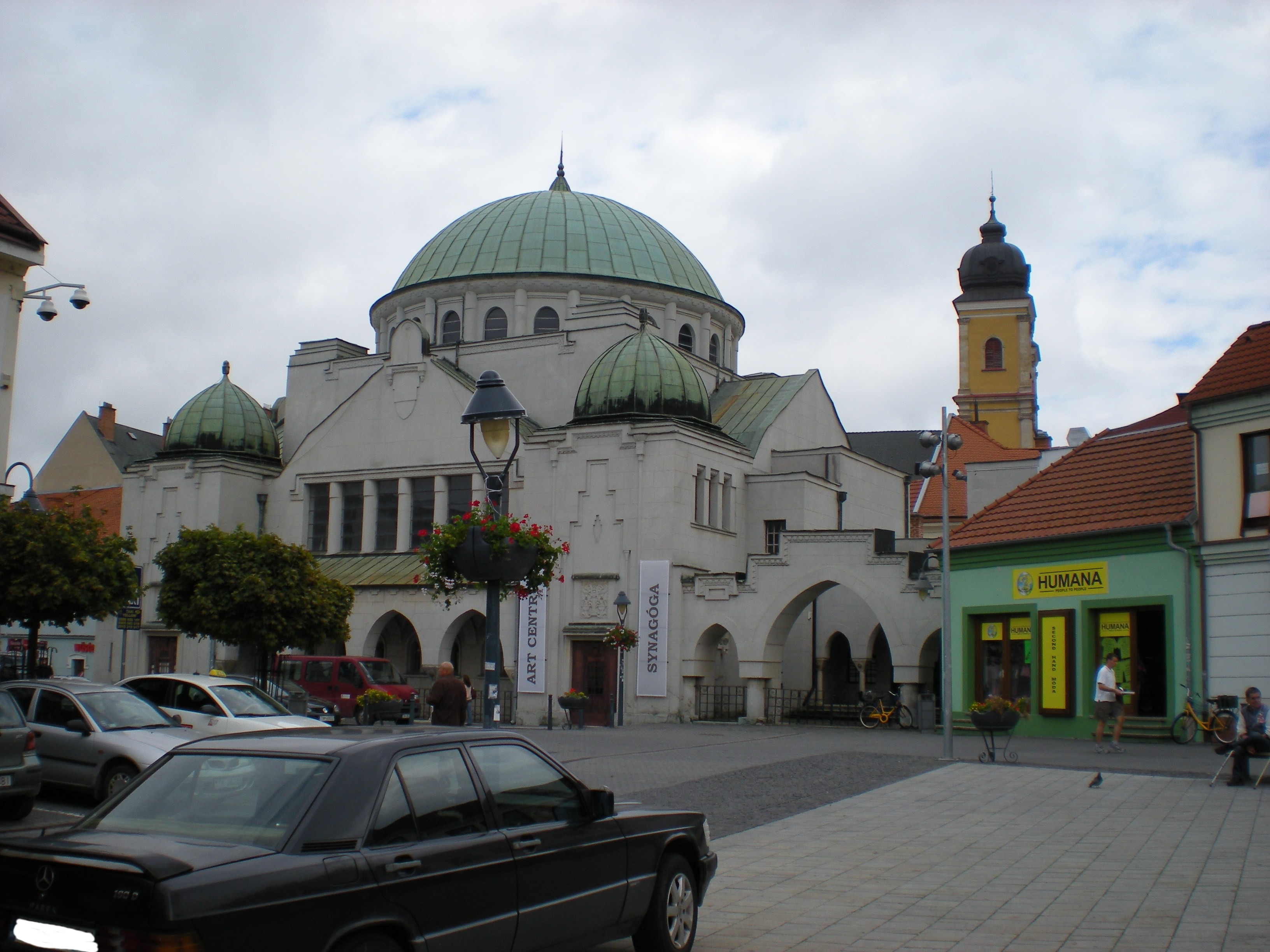
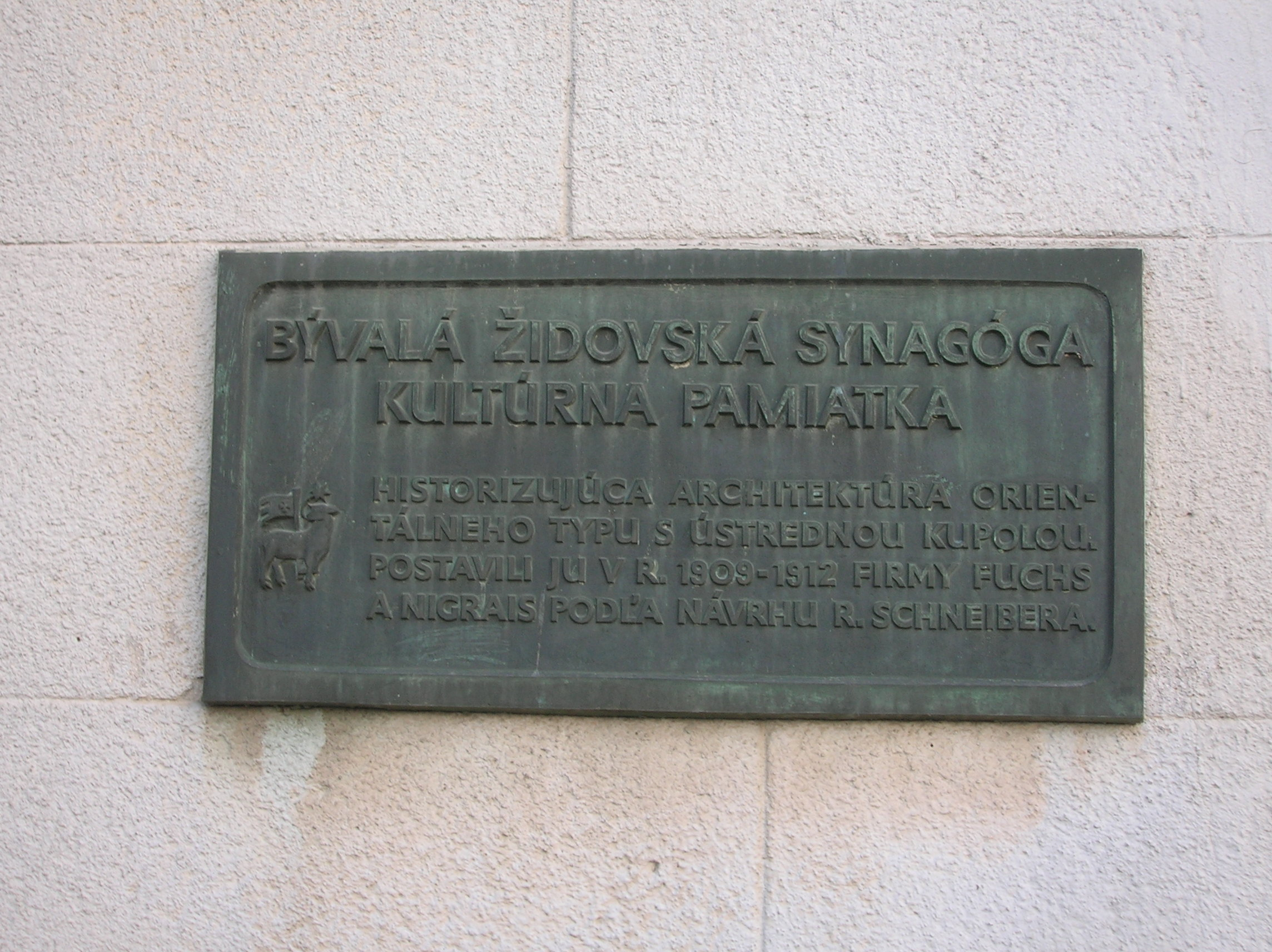